# سیارک ۷۸۹۲
سیارک ۷۸۹۲ (به انگلیسی: 7892 Musamurahigashi، نامگذاری:1994WQ12) هفت هزار و هشتصد و نود و دومین سیارک کشف شده‌است که در ۲۷ نوامبر ۱۹۹۴ کشف شد.
قدر مطلق سیارک برابر ۳۵.۴ است.